# Ana Isabel
Ana Isabel (Ana Isabel Pereira Cardoso, Porto, 15 de Setembro de 1975) é uma modelo portuguesa.

## Biografia
Ana Isabel passou parte da sua vida em Canas de Senhorim, no bairro da Urgeiriça. Os viseenses Lucretia Divina convidam-na em 1993 para aparecer na capa do seu disco "Mal d' Honor".
Estava a terminar o ensino secundário quando decidiu tirar um curso de manequim. Em 1994, com 18 anos, concorre ao concurso "Look Of The Year Portugal" desse ano que acaba por vencer. Participa logo na Moda Lisboa.
Fotografou com Michel Comte e foi cara da campanha internacional da marca de jóias Pomelato. Também foi a modelo escolhida num desfile de Calvin Klein.
Aparece nos telediscos de "Video Maria" e "Asas (Eléctricas)" dos GNR.
Estreou-se na televisão com Sofia Aparício em 86-80-86. Apresentou o programa Moda 21 na RTP.
Em 2000, na Gala dos Globos de Ouro organizada pela SIC e pela revista Caras, recebeu o troféu de "Personalidade do Ano" na categoria de Moda. Aparece na revista FHM.
Em 2008 faz a última passagem de modelos na Moda Lisboa depois de 27 participações.
Trabalhou com Atelier Torino, Betty Barclay, Collants Golden Lady (anúncio para televisão), Diesel, Façonnable, Fashion Lisboa, Gonçalves, Lanidor, Luís Buchinho, Macmoda / Maconde, Manuel Alves e José Manuel, Nuno Gama, Pablo Fuster, Pomellato Jewellery, Portugal Fashion, Ráfia e Spengler, entre outros.

## Vida pessoal
Durante vários anos namorou com Ricardo Deville, um economista portuense.
Em Setembro de 2009 junta-se à colega Luísa Beirão para a inauguração da loja "Négligée", em Lisboa. Em 2009 era namorada do modelo Gonçalo Teixeira mas que durou pouco tempo.
É formada em Psicologia.